# The Senator's Dishonor
The Senator's Dishonor è un cortometraggio muto del 1913. Non si conosce il nome del regista. Il film era interpretato da Edgar L. Davenport, Tom Moore e Alice Joyce.

## Trama
Trama e commento su Stanford.edu

## Produzione
Il film fu prodotto dalla Kalem Company.

## Distribuzione
Distribuito dalla General Film Company, il film - un cortometraggio in una bobina - uscì nelle sale USA il 1º febbraio 1913.